# Estádio Municipal Ubirajara Medeiros
O Estádio Municipal Ubirajara Medeiros é um estádio de futebol localizado em Cornélio Procópio, Paraná, Brasil, com capacidade para aproximadamente 6 mil espectadores. É conhecido como "Campo da vila" e pertence a Prefeitura Municipal.

## História
Foi inaugurado em 15 de fevereiro de 1970 no jogo entre o Santos Futebol Clube e a Seleção Amadora de Cornélio Procópio, com a vitória do time paulista por 3 a 1.
O estádio foi utilizado pelo Esporte Clube Comercial, onde ganhou o Campeonato Paranaense de 1961.

## PSTC
O estádio é utilizado pela equipe do PSTC Procopense, quando disputou o Campeonato Paranaense de Futebol, o Campeonato Brasileiro da Serie D e a Copa do Brasil.